# Tentazione/'A malapianta
Tentazione/'A malapianta, pubblicato nel 1971, è un singolo del cantante italiano Mario Trevi.

## Storia
Il disco contiene due brani inediti di Mario Trevi. I brani rientrano nel genere cosiddetto di giacca e di cronaca, ritornato in voga a Napoli durante gli anni settanta, che faranno rinascere il genere teatrale della Sceneggiata.

## Tracce
Lato A
- Tentazione  (Moxedano-Colosimo-Iglio)

Lato B
- 'A malapianta (Moxedano-Colosimo-Iglio)

## Incisioni
Il singolo fu inciso su 45 giri, con marchio Presence (PLP 5066).
Direzione arrangiamenti: M° Tony Iglio.